# Episodi di NYPD - New York Police Department (quinta stagione)
La quinta stagione della serie televisiva NYPD - New York Police Department è stata trasmessa in prima visione negli Stati Uniti d'America da ABC dal 30 settembre 1997 al 19 maggio 1998.
In Italia è stata trasmessa in prima visione da Canale 5.
| nº | Titolo originale                             | Titolo italiano             | Prima TV USA      | Prima TV Italia |
| -- | -------------------------------------------- | --------------------------- | ----------------- | --------------- |
| 1  | As Flies to Careless Boys Are We to the Gods | Il ritorno di Bobby         | 30 settembre 1997 |                 |
| 2  | All's Wells That Ends Well                   | Uno sparo di troppo         | 7 ottobre 1997    |                 |
| 3  | Three Girls and a Baby                       | Amori impossibili           | 14 ottobre 1997   |                 |
| 4  | The Truth Is Out There                       | Un testimone da proteggere  | 28 ottobre 1997   |                 |
| 5  | It Takes a Village                           | Vittime innocenti           | 4 novembre 1997   |                 |
| 6  | Dead Man Talking                             | L’amico di Fancy            | 11 novembre 1997  |                 |
| 7  | Sheedy Dealings                              | Omicidio a luci rosse       | 18 novembre 1997  |                 |
| 8  | Lost Israel (1)                              | L’atroce dubbio             | 25 novembre 1997  |                 |
| 9  | Lost Israel (2)                              | La forza del perdono        | 9 dicembre 1997   |                 |
| 10 | Rememberance of Humps Past                   | Ricordi di scuola           | 16 dicembre 1997  |                 |
| 11 | You're Under a Rasta                         | Il vicino di casa           | 6 gennaio 1998    |                 |
| 12 | A Box of Wendy                               | Reo confesso                | 13 gennaio 1998   |                 |
| 13 | Twin Petes                                   | I due gemelli               | 10 febbraio 1998  |                 |
| 14 | Weaver of Hate                               | Delitto razziale            | 17 febbraio 1998  |                 |
| 15 | Don't Kill the Messenger                     | Il poliziotto sospetto      | 24 febbraio 1998  |                 |
| 16 | The One That Got Away                        | Paura di lottare            | 3 marzo 1998      |                 |
| 17 | Speak for Yourself, Bruce Clayton            | Un atto decisivo            | 24 marzo 1998     |                 |
| 18 | I Don't Wanna Dye                            | Gli esami non finiscono mai | 31 marzo 1998     |                 |
| 19 | Prostrate Before the Law                     | Operazione Sipowicz         | 28 aprile 1998    |                 |
| 20 | Hammer Time                                  | Colpo di grazia             | 5 maggio 1998     |                 |
| 21 | Seminal Thinking                             | Misterioso DNA              | 12 maggio 1998    |                 |
| 22 | Honeymoon at Viagra Falls                    | Un avvocato pericoloso      | 19 maggio 1998    |                 |